# Андерсон, Мэйбанк
Мэйбанк Сюзанна Андерсон (англ. Maybanke Susannah Anderson; 16 февраля 1845, Кингстон-апон-Темс, Суррей — 15 апреля 1927) — австралийская суфражистка и педагог.

## Биография

### Ранние годы
Мэйбанк Селф родилась в семье британского водопроводчика Генри Селфа и Элизабет Смит. В 1854 году её родители с помощью организации Кэролайн Чисхолм переехали вместе с детьми из Великобритании в Австралию. На новом месте мать Мэйбанк настояла на получении дочерью педагогического образования. Окончив учиться, она в сентябре 1867 года вышла замуж за Эдмунда Кея Уолстенхолма, торговца лесом из Мейтленда. В этом браке у четы родилось семеро детей, четверо из которых умерли в раннем возрасте от респираторных заболеваний. В первой половине 1880-х годов Эдмунд Уолстенхолм потерял работу и бремя материального обеспечения семьи легло на плечи Мэйбанк. Несмотря на то, что ей с помощью своего брата Нормана Селфа удалось справиться с финансовыми трудностями, её безработный муж пристрастился к азартным играм и алкоголю, что в 1884 году привело к его уходу из семьи. Официально они состояли в браке ещё девять лет, из-за отсутствия в Законе о разводах необходимых для расторжения этого брака пунктов, которые были внесены в закон в виде поправок только в 1892 году.

### Карьера педагога
После разъезда супругов, в доме, построенном Уолстенхолмами в пригороде Сиднея, Мэйбанк открыла школу для девочек, позднее ставшую известной под названием Колледж Мэйбанк. За
последующие десять лет эта школа завоевала хорошую
репутацию благодаря прогрессивным
методам преподавания и успешной
подготовке учащихся к поступлению в Сиднейский университет. В 1893 году она стала основательницей и секретарём-казначеем Австралазийского союза домашнего чтения — организации, создававшей в сельской местности Австралазии учебные кружки, в которых детям прививалась любовь к чтению. В 1895 году она помогла открыть первый бесплатный детский сад в Вуллумулу, благодаря членству в Союзе детских садов Нового Южного Уэльса, в составе которого она способствовала развитию сети бесплатных дошкольных учреждений вплоть до 1920-х годов.

### Суфражизм
Педагогическую деятельность Уолстенхолм совмещала с суфражистской, так 6 мая 1891 года она стала вице-президентом новосозданной Суфражистской Лиги Нового Южного Уэльса, а на трёхлетний период с 1893 по 1896 год она была избрана её президентом.